# Hortus Eystettensis

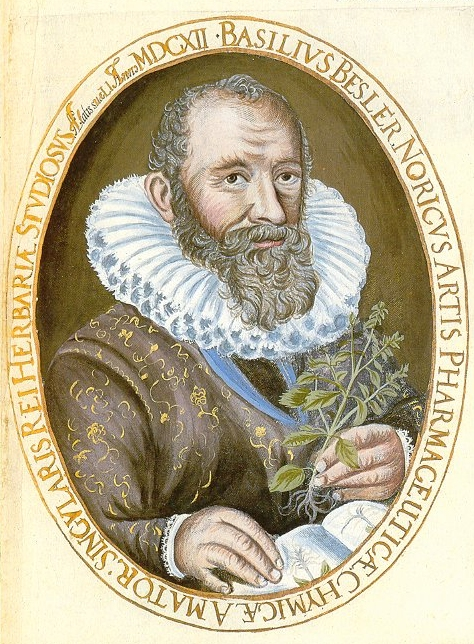
Basilius Besler

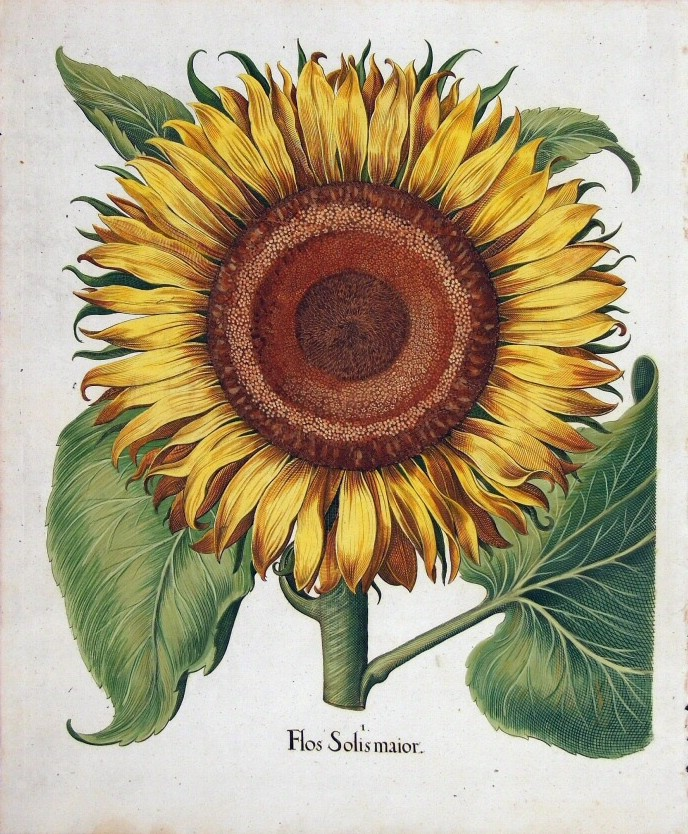
Girasol de Hortus Eystettensis

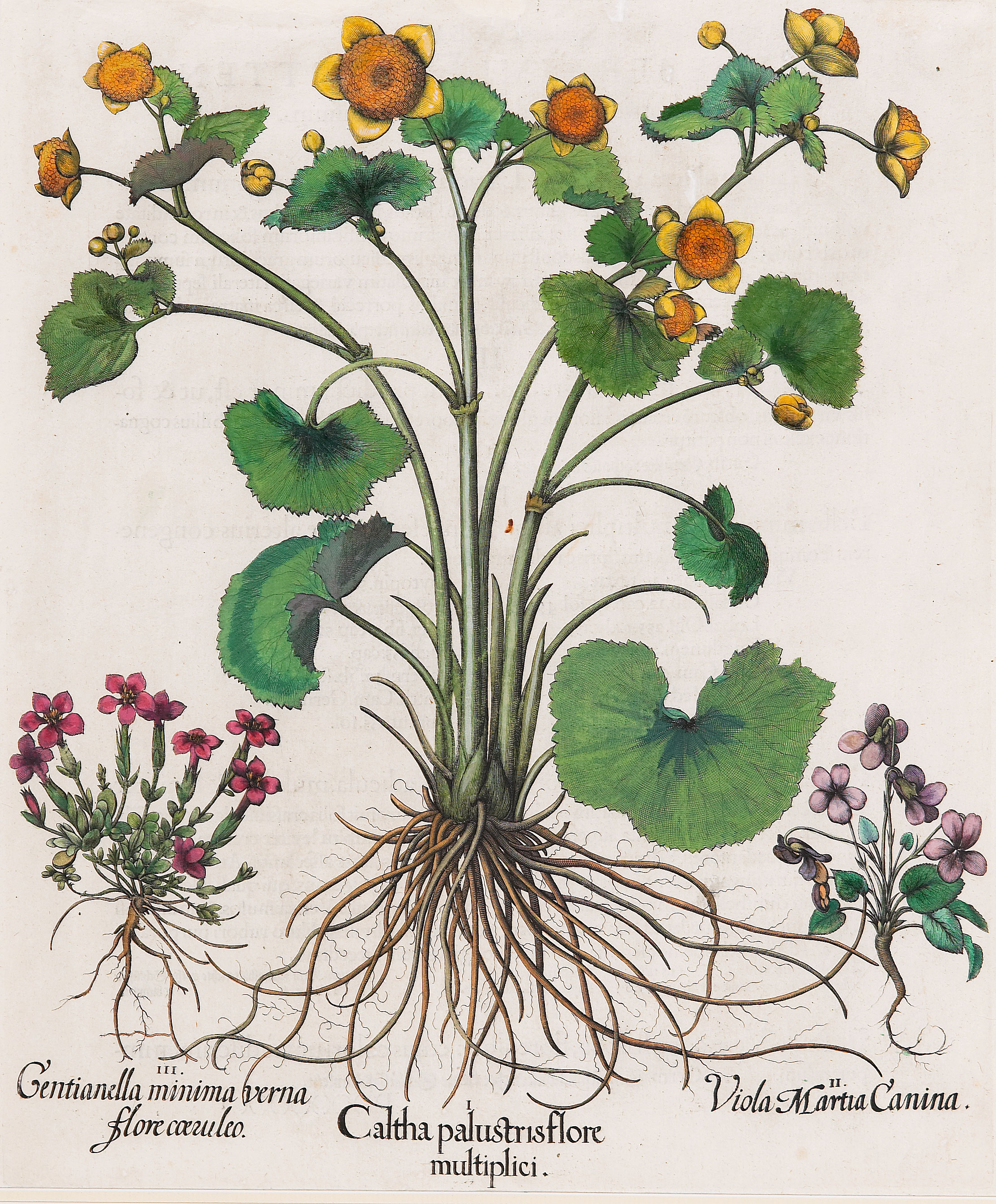
Caltha palustris

Hortus Eystettensis es un libro con ilustraciones y descripciones botánicas que fue escrito por el conservador del jardín botánico de Johann Konrad von Gemmingen, príncipe obispo de Eichstätt, Baviera, que era un entusiasta botánico amateur, como pondría de manifiesto el cuidado puesto su jardín, que era el único jardín botánico europeo fuera de Italia. 
Los jardines rodeaban el palacio del obispo en Willibaldsburg, construido sobre una colina con vistas a la ciudad. Esos jardines se habían iniciado en 1596 y diseñado por un colega de Besler, Joachim Camerarius, el Joven (1534-1598), médico y botánico. A la muerte de Camerarius en 1598, Besler obtuvo el resto de las plantas de Camerarius, trasladándose a Eichstätt y continuando los trabajos de plantación y supervisión. El obispo encargó a Besler elaborar un códice de las plantas que crecían en su jardín, una tarea que tardó dieciséis años en completar, y el obispo murió poco antes de que el trabajo fuera publicado. Besler contó con la asistencia de su hermano y un grupo de calificados dibujantes y grabadores germanos, incluyendo a Sebastián Schedel, un consumado pintor, y a Wolfgang Kilian, un calificado grabador de Augsburgo. Kilian y su equipo inicial grabó en láminas de cobre, pero después de la muerte del obispo, al mudarse sus operaciones a Nuremberg, se formó un nuevo equipo de grabadores, entre los que se encontraban Johannes Leypold, Georg Gärtner, Levin y Friedrich van Hulsen, Peter Isselburg, Heinrich Ulrich, Dominicus Custos y Servatius Raeven. Un sobrino de Camerarius, Ludwig Jungermann (1572-1653), botánico, escribió la mayor parte del texto descriptivo.

La obra se tituló Hortus Eystettensis (Jardín de Eichstätt). Hortus Eystettensis sive diligens et accurata omnium plantarum, florum, stirpium ex variis orbis terrae partibus singulari studio collectarum, quae in celeberrimis viridiariis arcem episcopalem ibidem cingentibus hoc tempore conspiciuntur, delineatio et ad vivum repraesentatio / opera Basilii Besleri philiatri et pharmacopoei. 
 La botánica de los siglos anteriores se enfatizó en plantas medicinales y culinarias, y se mostraron en una manera cruda. Las imágenes fueron a menudo inadecuadas para posibilitar su identificación, y algunas poco estéticas. Las planchas eran de flores de jardín, herbáceas, verduras, plantas exóticas como ricino y lilas. Muchas fueron representadas cerca del tamaño natural, con gran detalle, y disposición artísticamente agradable y bastante modernas en su concepto, con el efecto de la adición de colorantes a mano en gran medida. La obra se publicó en 1613, con 367 grabados de cobre, con un promedio de tres plantas por página, con un total de 1.084 especies. La primera edición fue de 300 copias, vendiéndose en cuatro años. La impresión en hojas grandes medía 57 x 46 cm y se produjeron dos versiones: blanco y negro barato como texto de referencia, y la versión lujosa sin texto, impresa en papel de calidad y ricamente coloreadas a mano. La versión de lujo se vendía al exorbitante precio de 500 florines (1.750 g de oro 24 k), mientras la versión barata en 35 florines (122,5 g). Besler finalmente pudo comprar una casa confortable en una zona elegante de Nürnberg, al precio de 2.500 florines (8.750 g de oro)– que eran cinco de sus copias coloreadas' de ‘Hortus Eystettensis'.
El trabajo en general, refleja las cuatro estaciones, mostrando en etapas la primera floración y fructificación. "Invierno" escasamente representada con apenas siete planchas. "Primavera" era una estación abundante con 134 planchas ilustrando 454 plantas; y "Verano" en pleno apogeo mostró 505 plantas en 184 planchas. "Otoño" cerró el trabajo con 42 planchas y 98 especies. La versión moderna francesa se conoció como Herbier des quatres saisons, repetido en 1998 con la versión italiana L'erbario delle quattro stagioni. 
Las descripciones de las plantas se encontraban en latín, y mostró notable anticipación con el sistema binominal, en que los subtítulos a menudo consistía en las primeras dos o tres palabras de la descripción. El retrato de Besler aparece en la portada, celebrando en su mano izq. con una ramita verde, que se cree es albahaca (Ocimum basilicum. La obra se publicó dos veces más en Núremberg, en 1640 y en 1713, usando las mismas planchas, que fueron destruidas por la Casa de Moneda Real de Múnich en 1817.